# 姚新
姚新，中华人民共和国教育部长江学者讲座教授，南方科技大学计算机科学与工程系主任，主要从事神经计算、演化计算、机器学习、大数据分析等方面的研究工作。